# Saint-Hippolyte (Doubs)
Saint-Hippolyte ist eine französische Gemeinde mit 965 Einwohnern (Stand 1. Januar 2022) im Département Doubs in der Region Bourgogne-Franche-Comté.

## Geografie
Die Kleinstadt Saint-Hippolyte liegt an der Einmündung des Flusses Dessoubre in den Doubs. Die Grenze zur Schweiz (Kanton Jura) liegt etwa sechs Kilometer nordöstlich der Gemeinde. 35 Kilometer südwestlich von Saint-Hippolyte liegt die Gemeinde Morteau. Flussab, also nördlich, beginnt nach etwa zehn Kilometern das Ballungsgebiet um Montbéliard. Das Gemeindegebiet gehört zum Regionalen Naturpark Doubs-Horloger.

## Geschichte
Schon vor langer Zeit siedelten Menschen am Zusammenfluss der beiden aus dem Jura kommenden Flüsse Doubs und Dessoubre. Die strategische Bedeutung des Ortes wuchs erst im 11. Jahrhundert durch die Errichtung von Mauern.
Graf Johann II. ließ zu Beginn des 14. Jahrhunderts eine Stiftskirche bauen. Hier wurde 34 Jahre lang, von 1418 bis 1452, das Turiner Grabtuch aufbewahrt, was urkundlich belegt ist (Urkunde vom 6. Juli 1418 unterschrieben von Kanonikern von Lirey und dem Grafen Humbert la Roche von der Adelsfamilie Haus Faucogney). 1452 gelangte dieses in die Hände des Herzogs Ludwig von Savoyen und seiner Ehefrau Anna von Zypern und damit nach Chambéry. 1532 kam es zu einem Brand in der Schlosskapelle von Chambéry, den das Tuch mit bis heute sichtbaren Brandflecken überstand. Als die Herzöge von Savoyen 1578 ihre Residenz nach Turin verlegten, kam das Tuch nach Turin, wo es noch heute aufbewahrt wird.
Anne de Xainctonge gründete 1606 in Dole die Gesellschaft der heiligen Ursula von Anne de Xainctonge, einen katholischen Frauenorden.
Seit einem der Verträge des Friedens von Nimwegen 1678 gehört Saint-Hippolyte zu Frankreich.
Nach der Französischen Revolution trug Saint-Hippolyte unter anderem die Namen Doubs-Marat und Hippolyte. Den vorangestellten Namenszusatz Saint- erhielt der Ort zwischen 1799 und 1816. Im Laufe des 19. Jahrhunderts entstanden Gerbereien, Mühlen, Schmieden und Spinnereien.

## Bevölkerungsentwicklung
| Jahr                       | 1962 | 1968 | 1975 | 1982 | 1990 | 1999 | 2008 | 2018 |
| -------------------------- | ---- | ---- | ---- | ---- | ---- | ---- | ---- | ---- |
| Einwohner                  | 1244 | 1277 | 1216 | 1179 | 1128 | 1045 | 1045 | 894  |
| Quellen: Cassini und INSEE |      |      |      |      |      |      |      |      |

## Partnergemeinde
Mit der gleichnamigen Gemeinde im Elsass bestehen partnerschaftliche Beziehungen.

## Bauwerke

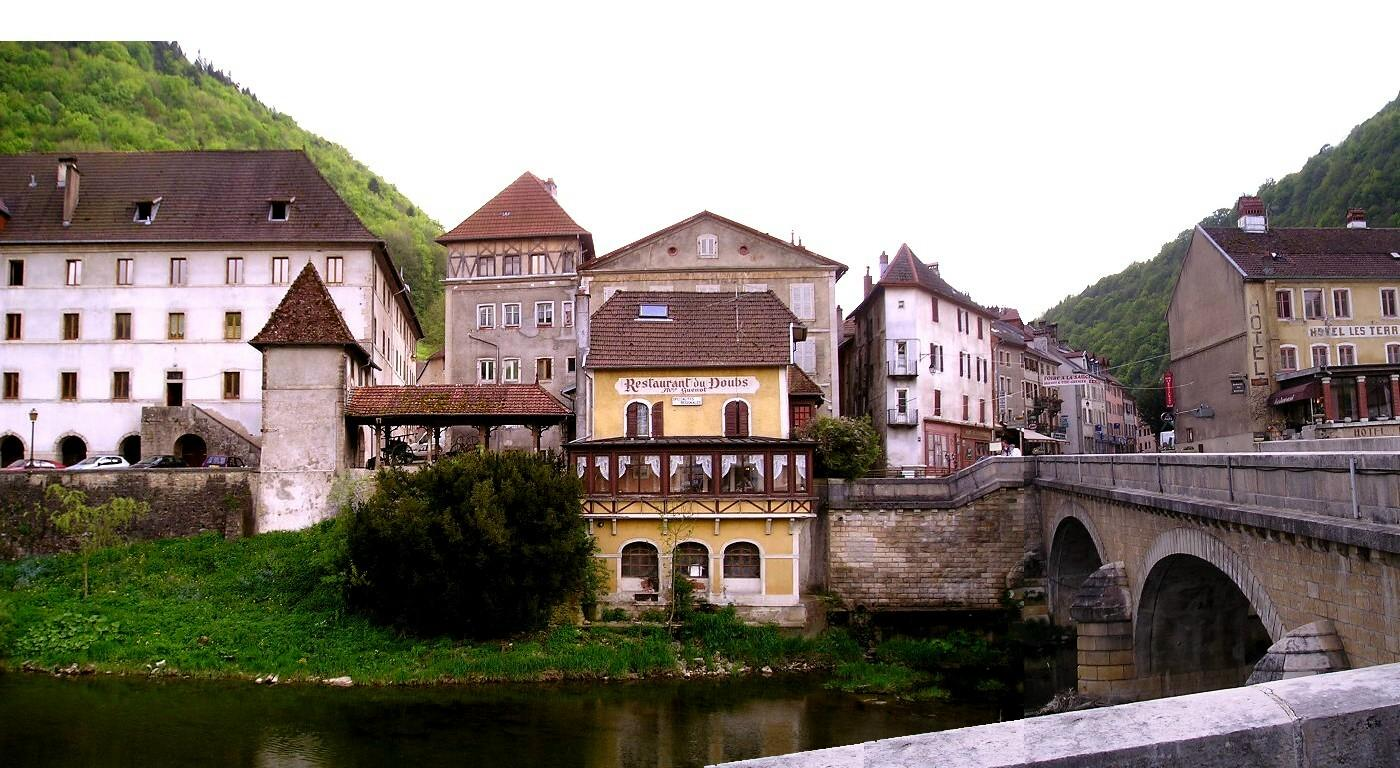
Am Ufer des Doubs
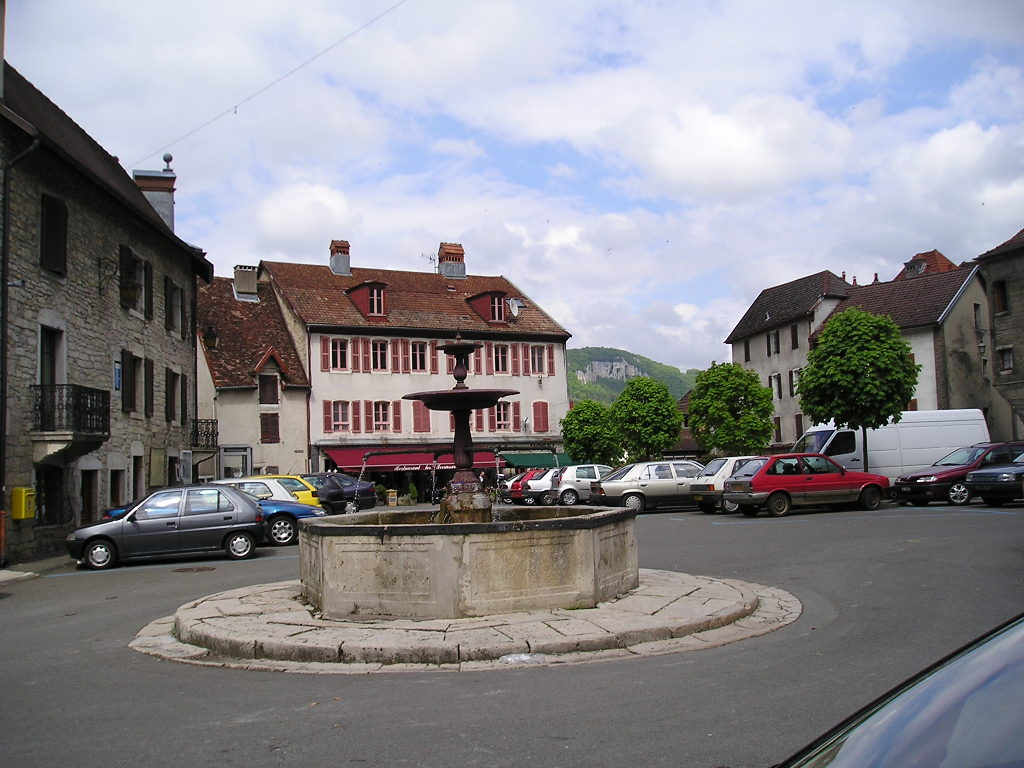
Ortsmitte
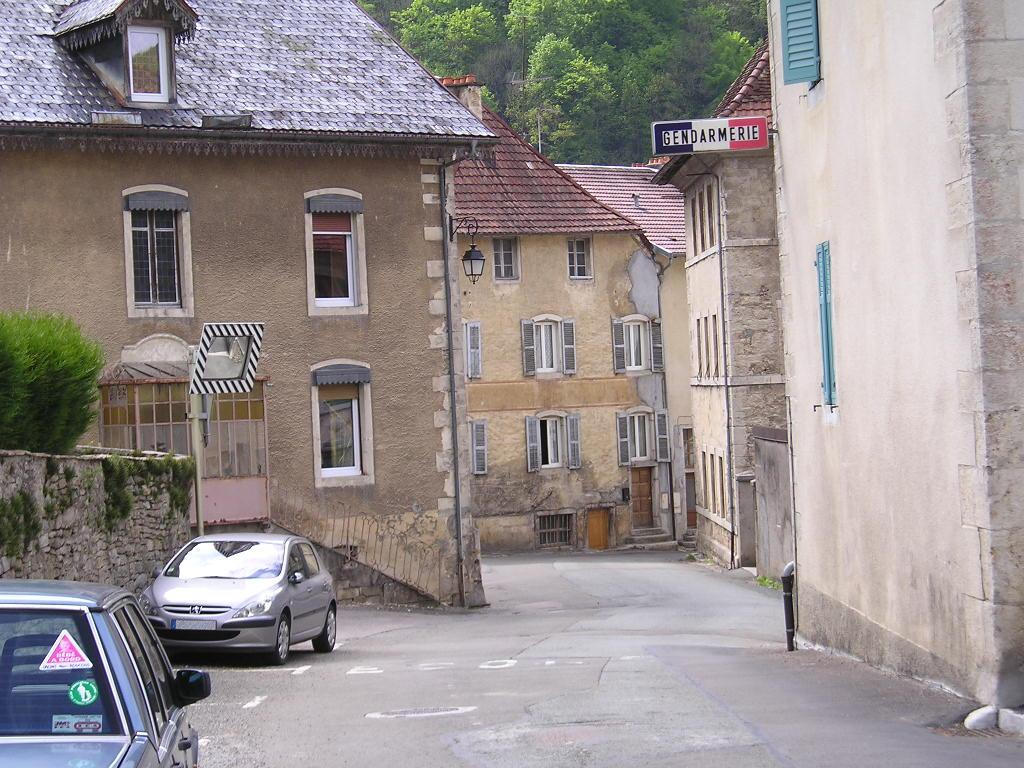
Rue de Sainte-Ursanne
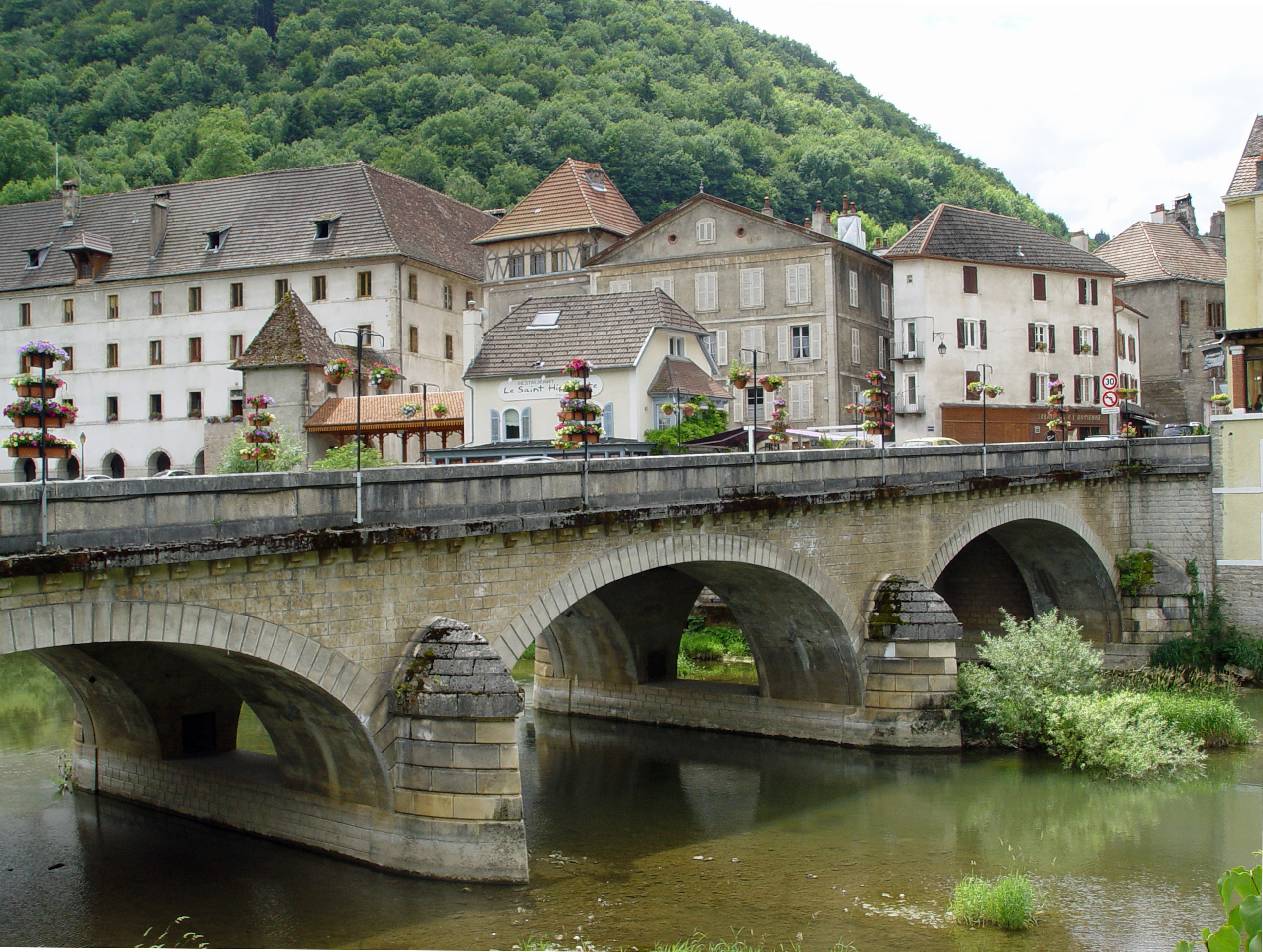
Brücke über den Doubs, 2009
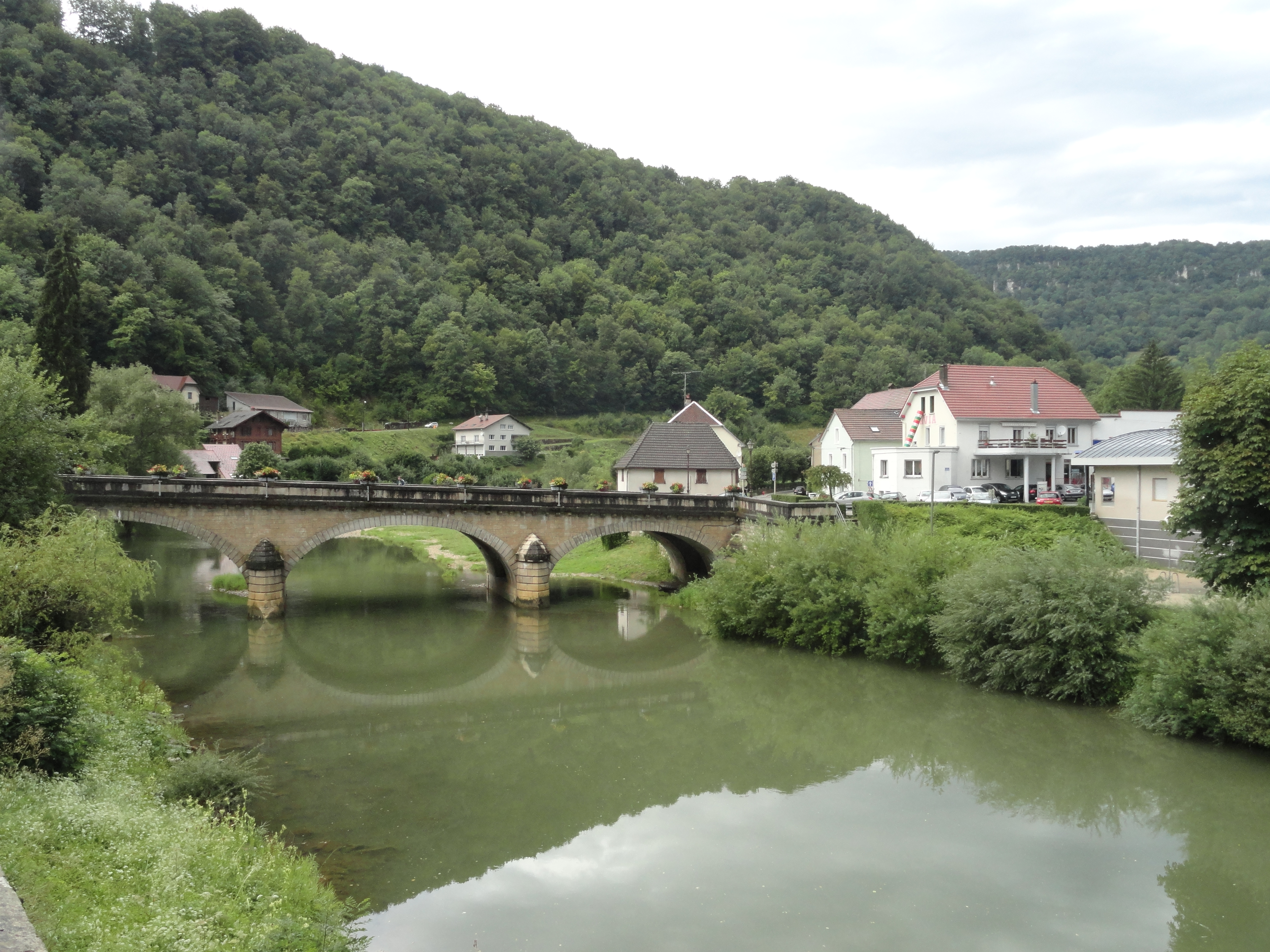
Untere Brücke
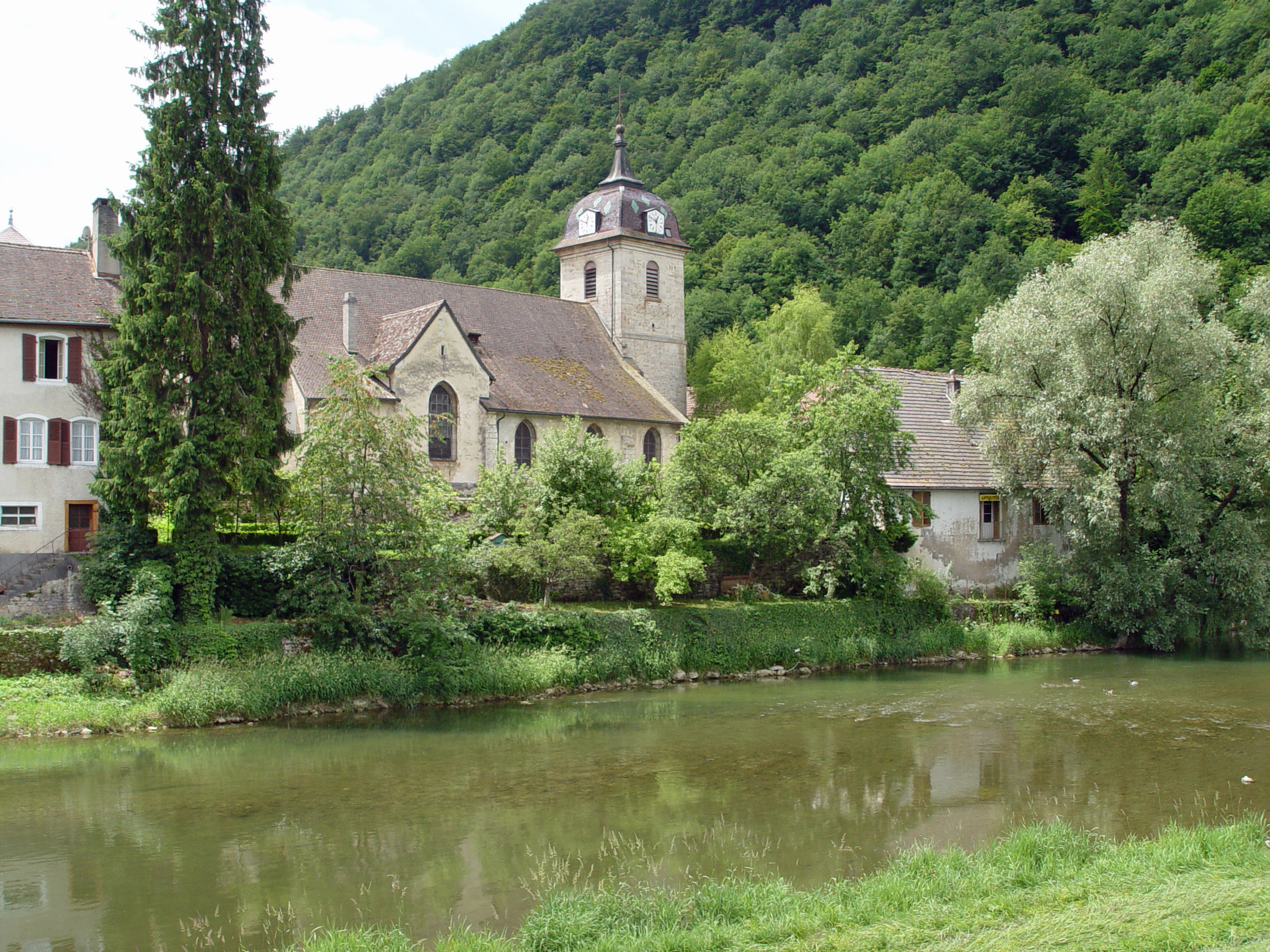
Die Kirche
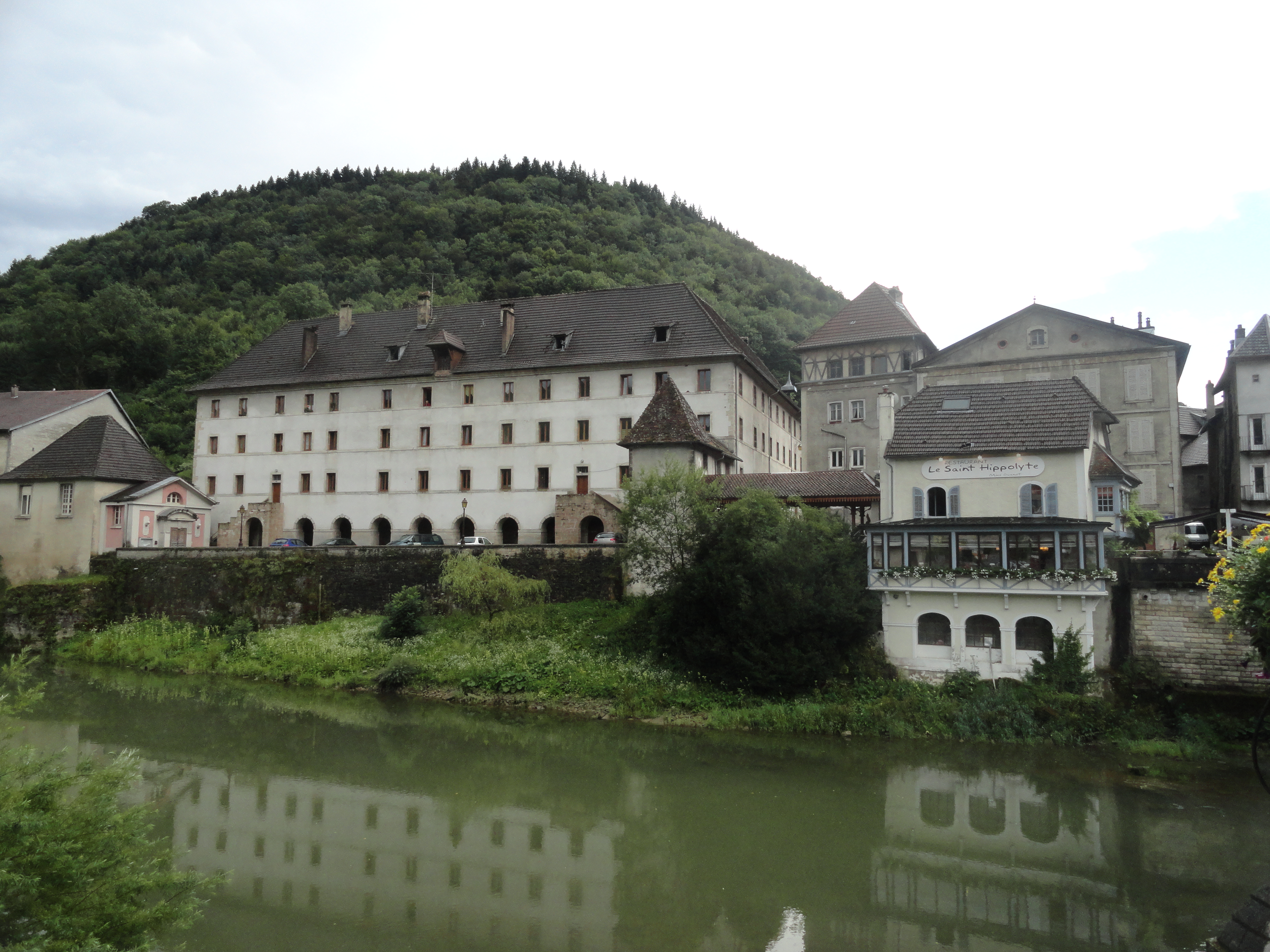
Ehemaliges Stift
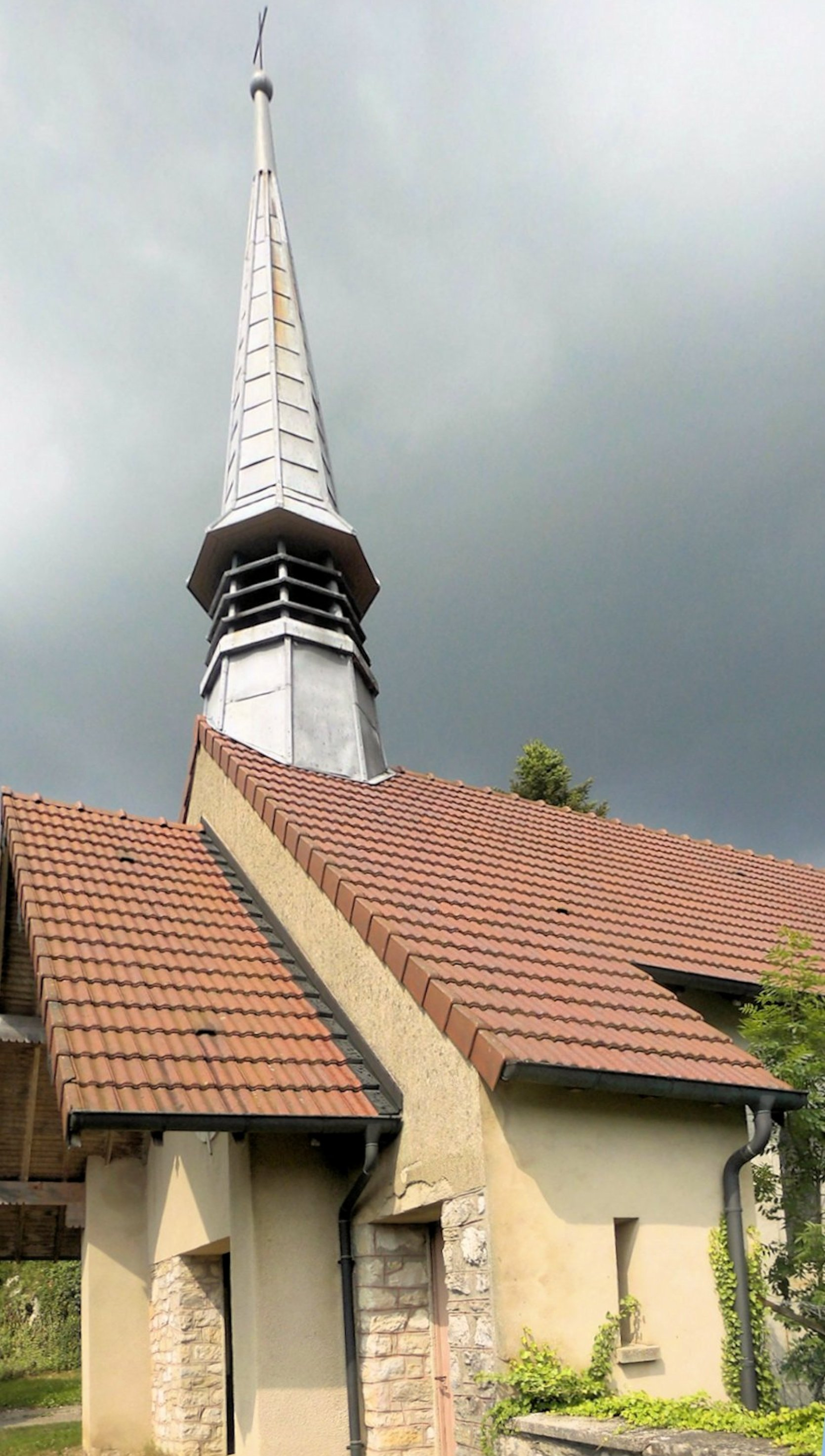
Kapelle Notre-Dame-du-Mont
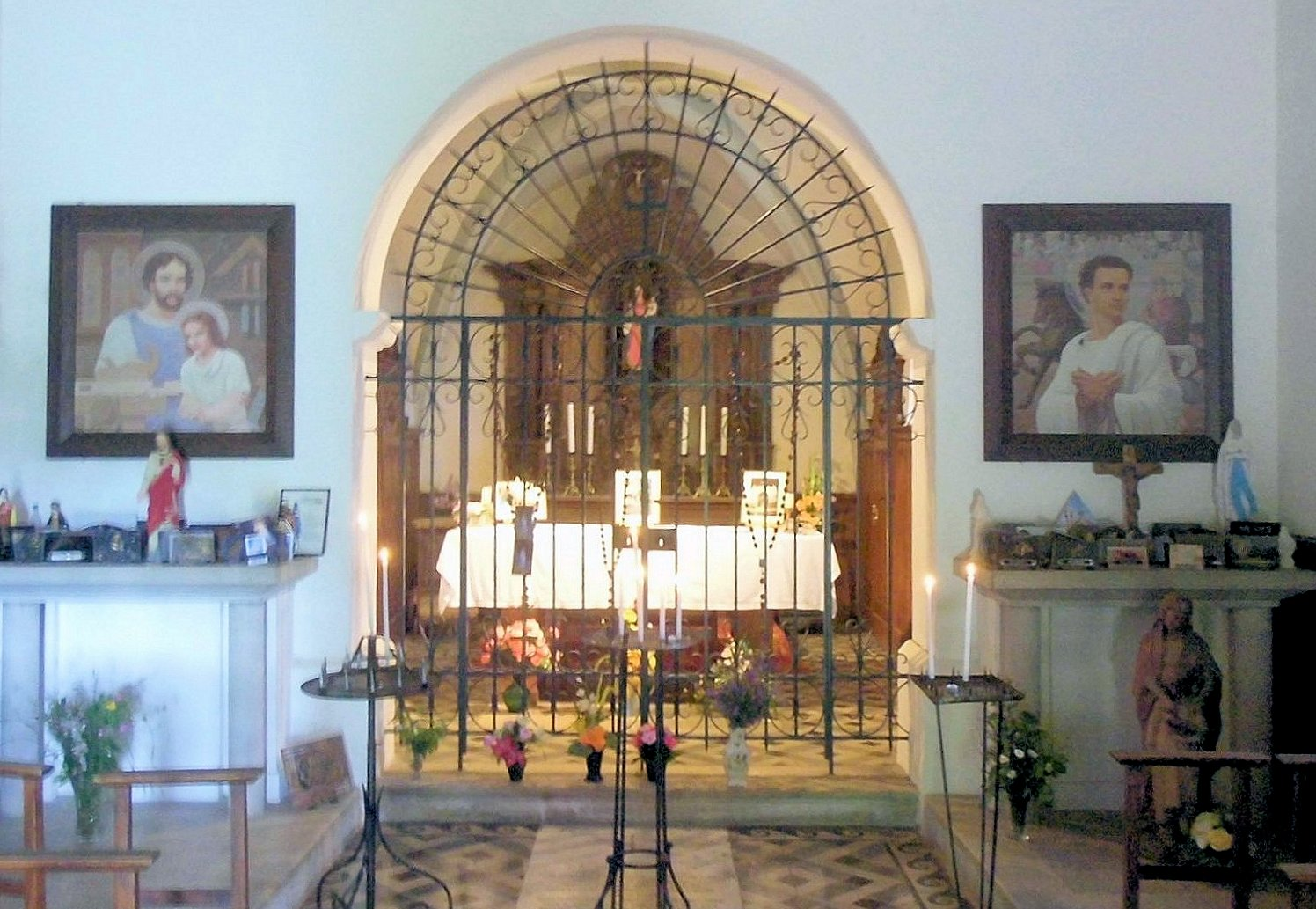
Innenansicht der Kapelle Notre-Dame-du-Mont
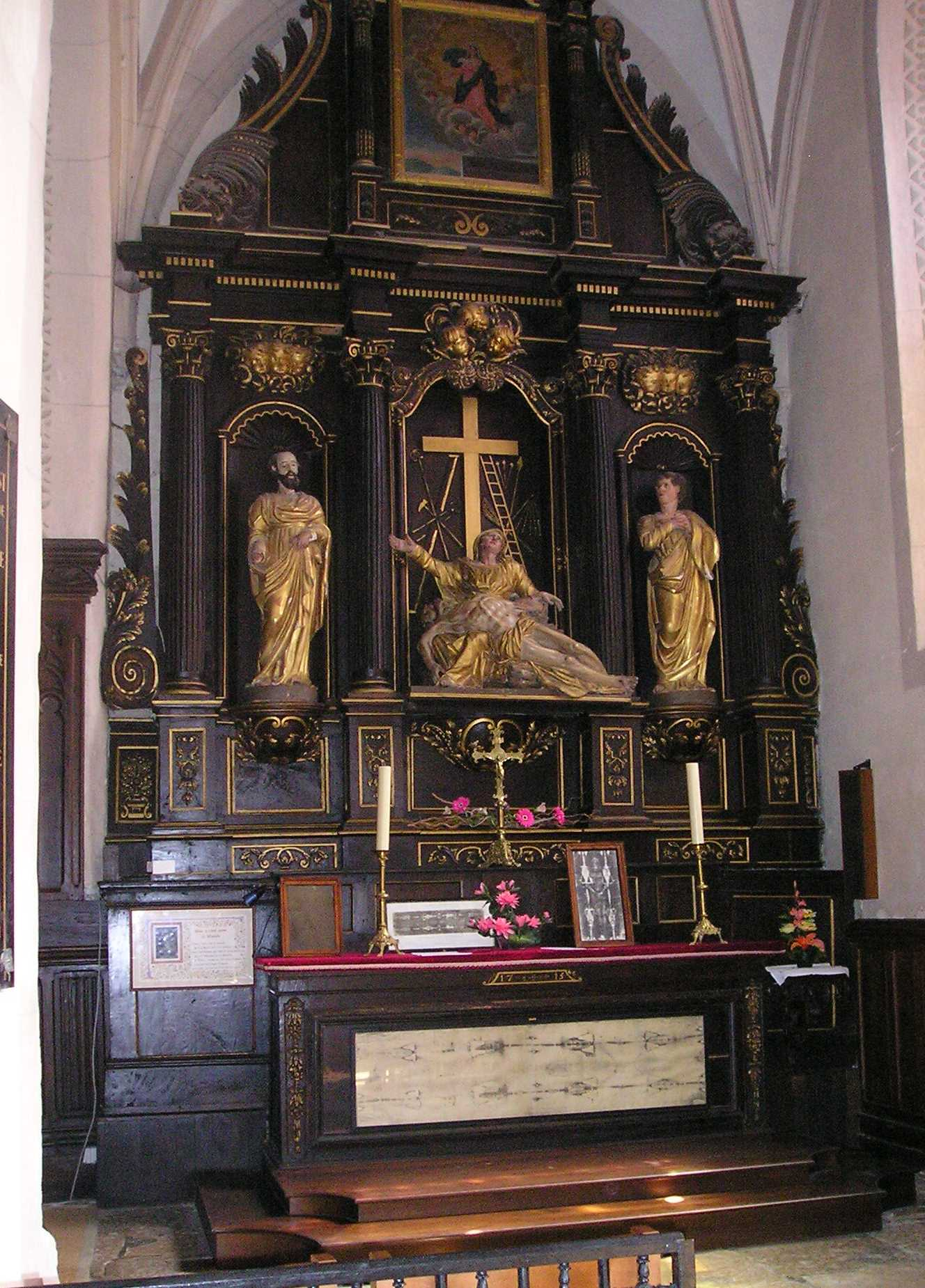
Seitenaltar mit Schrein (Turiner Grabtuch 1418–1452)

## Persönlichkeiten
- Jacques Courtois (1621–1675), französisch-italienischer Schlachten- und Historienmaler, später Jesuit
- Guillaume Courtois (1628–1679), französisch-italienischer Maler und Kupferstecher, Bruder von Jacques Courtois